# Драконови планини
Драконовите планини (на африкаанс: Drakensberge) са най-високата планинска верига в Южна Африка, разположена на територията на Република Южна Африка, Лесото и Есватини. Планините са известни още с името Дракенсберг или Драхенфелз, което ще рече „Драконова скала“. Заселниците дали на веригата това име заради легендата, че там живее дракон, който често прелита над снежните върхове. Общата им площ е около 800 000 km².

## Разположение, релеф, геоложки строеж
Простират на около 1000 km от река Олифантс на север до река Грейт кей на юг. Представляват участък от Големия откос (Откоса Роджърс). В средната си част включват източната периферия на платото Басуто с най-висок връх Табана Нтленяна (3482 m). Планините служат за вододел между късите и бурни реки (Мапуту, Умфолози, Тугела, умзимкулу, Умзимвубу, Баши, Грейт Кей и др.), вливащи се в Индийския океан и дълбоко разчленяващи техния стъпаловиден източен и югоизточен склон и реките от басейна на Оранжевата река, течащи на запад и вливащи се в Атлантическия океан. от приморската низина са отделени от ивица от хълмисти предпланински участъци. Изградени са от светли пясъчници от геоложката серия „Кару“, препокрити от тъмноцветни слоеве базалт с дебелина около 1400 m. Билните части и върховете на планината са заоблени и плоски, разделени от дълбоките речни долини на отделни плата със стръмни склонове.

## Климат, растителност, национални паркове
Климатът и растителността по източните, наветрени и западните, подветрени склонове са напълно различни. По източните склонове падат обилни, главно през лятото, дъждове с годишна сума до 2000 mm. западните, сухи склонове имат рязко континентален климат. През зимата по най-високите части вали сняг.
Източните, влажни склонове, до 1200 m н.в. са обрасли с тропически „дъждовни“ гори, съставени от вечнозелени широколистни и иглолистни дървета, лиани и епифити. Районите между 1200 – 1500 m и 2000 m са заети от бодливи храсти, ксерофити и сукуленти (акации, алое и др.), а най-високите части са покрити с планински пасища и безжизнени каменисти участъци. По западните склонове горите отстъпват място на типичните и храстовите савани.
Тук се срещат около 119 световно застрашени растителни вида и 299 вида птици..
В Драконовите планини са създадени няколко национални парка с цел запазване на богата и разнообразна флора и фауна: „Роял Натал“, „Джайантс Касъл“, „Кралски национален парк“ (тук се намира водопадът Тугела, който със своите 947 m е вторият по височина в света), „Сехлабатобе“ и др. Централните части на Драконовите планини предлагат и едни от най-прекрасните примери на бушменско скално изкуство, а и условията за катерене там са отлични.